# Менно Кох
Менно Кох (нід. Menno Koch; нар. 21 липня 1994, Хеезе-Леенде) — нідерландський футболіст, захисник болгарського клубу ЦСКА (Софія).
Виступав, зокрема, за клуб ПСВ, а також юнацьку збірну Нідерландів.
Дворазовий володар Суперкубка Нідерландів. Чемпіон Нідерландів. Володар Кубка Болгарії.

## Клубна кар'єра
Народився 21 липня 1994 року в місті Хеезе-Леенде.
У дорослому футболі дебютував 2013 року виступами за команду ПСВ, в якій провів два сезони, взявши участь в одному матчі чемпіонату. 
Згодом з 2013 по 2021 рік грав у складі команд «Йонг ПСВ», «НАК Бреда», «Утрехт», «НАК Бреда» та «Ейпен».
До складу клубу ЦСКА (Софія) приєднався 2021 року. Станом на 25 серпня 2021 року відіграв за армійців з Софії 13 матчів в національному чемпіонаті.

## Виступи за збірні
У 2010 році дебютував у складі юнацької збірної Нідерландів (U-17), загалом на юнацькому рівні взяв участь у 5 іграх.

## Титули і досягнення
- Володар Суперкубка Нідерландів (2):

ПСВ: 2015, 2016
- Чемпіон Нідерландів (1):

ПСВ: 2015-2016
- Володар Кубка Болгарії (1):

ЦСКА (Софія): 2020-2021
Збірні
- Чемпіон Європи (U-17): 2011